# Edward Sutton
Edward Sutton –conocido como Eddy Sutton– es un deportista británico que compitió en bádminton para Inglaterra en la modalidad de dobles.
Ganó dos medallas en el Campeonato Europeo de Bádminton, plata en 1976 y bronce en 1978.

## Palmarés internacional
| Representando a Inglaterra |                       |                   |        |
| Campeonato Europeo         |                       |                   |        |
| Año                        | Lugar                 | Medalla           | Prueba |
| 1976                       | Dublín (Irlanda)      | Medalla de plata  | Dobles |
| 1978                       | Preston (Reino Unido) | Medalla de bronce | Dobles |